# Grinjan
Grinjan este o localitate din comuna Koper, Slovenia, cu o populație de 88 de locuitori.